# 2001: 스페이스 오디세이
《2001: 스페이스 오디세이》(2001: A Space Odyssey)는 1968년 스탠리 큐브릭이 감독한 SF 영화이다. 이 영화의 각본은 스탠리 큐브릭과 아서 C. 클라크가 함께 작업했으며, 영화 개봉 직후 아서 C. 클라크의 동명 소설《2001: 스페이스 오디세이》가 나왔다. (소설과 영화는 내용에 조금 차이가 있다.) 이 영화는 인간의 진화와 기술, 인공지능과 우주 생활을 다루고 있다. 주목할 만한 과학적인 사실성을 가지고 있으며 특수 효과의 선구자 역할을 하였다. 이 영화는 1968년 아카데미 시각 부문을 수상하였다.
1991년 이 영화는 미국 의회도서관에 의해 문화적으로, 역사적으로, 미적으로 중요성을 인정받아 미국 국립영화등기부에 선정, 보존되었다.

## 줄거리
플라이스토세 시기의 인류는 아직까지 원숭이의 행태를 벗어나지 못하고 있었다. 그러던 어느날 모노리스가 나타나 인류의 진화를 촉진시킨다. 시간이 흘러 1999년, 플로이드 박사는 특이한 자기장을 지닌 물체인 TMA-1을 조사하러 달의 뒷면으로 가게 된다. 그러나 발굴 후 햇빛을 받은 TMA-1은 갑자기 강렬한 전파 신호를 목성으로 내보낸다. 2년 뒤 목성으로 향하는 우주선인 디스커버리 호에는 선장인 데이비드 보먼과 프랭크 풀, 그리고 동면한 과학자 3명과, HAL9000 컴퓨터가 있었다. 어느 날 HAL은 갑자기 우주선 외부의 AE-35 안테나 유닛이 고장이 났다고 알려왔다. 그래서 프랭크 풀이 우주유영을 통해 AE-35유닛을 고치고 들어왔는데, 또 그 유닛이 고장났다고 HAL이 알려왔다. 프랭크 풀과 데이비드 보먼은 HAL이 고장을 일으켰다는 결론을 내리고 HAL을 정지시키려고 비밀리에 모의했고, HAL은 그들의 입모양을 읽고 그 사실을 알게 되어 이를 막고자 프랭크 풀을 우주로 던지게 되었다. 데이브 보먼은 프랭크를 구출하고자 소형 작업선을 타고 우주선 밖으로 나가지만 실패한다. HAL은 데이브 보먼이 우주선으로 다시 들어오는 것을 막는다. 데이브는 수동으로 에어락을 열고 우주선으로 들어가 HAL의 생각하는 부문의 패널을 하나씩 분리해 버린다. HAL은 데이브에게 그러지 말라고 했지만, 데이브는 계속 패널을 빼 버렸다. HAL은 Daisy Bell을 부르면서 작동을 멈추게 되고, 플로이드 박사의 비디오가 재생된다. 디스커버리호의 임무는 사실 목성의 조사가 아니라 TMA-2의 조사였다. 비밀이 밝혀지자 데이브는 목성의 TMA-2로 간다. TMA-2는 스타게이트였으며 보먼을 어느 호텔방으로 옮기게 된다. 데이브는 우주복을 벗고, 침대에 누운 늙은 할아버지가 되어서 모노리스를 보면서 손을 가리키고 있다. 그 손끝에는 지구를 보고 있는 아이가 있었다.

## 출연
- 게리 록우드 (Gary Lockwood) - 프랭크 풀 박사
- 윌리엄 실베스터 (William Sylvester) - 헤이우드 플로이드 박사
- 대니얼 릭터 (Daniel Richter ) - 문 왓처
- 키어 둘리 (Keir Dullea) - 데이브 보먼
- 레너드 로지터
- 더글러스 레인

## 사운드트랙
2001: 스페이스 오디세이에서는 여러 클래식 곡이 사용되었다. 요한 슈트라우스 2세의 "아름답고 푸른 도나우 강"이라는 왈츠 곡은 우주 정거장과의 랑데뷰 장면과, 달 착륙선의 장면에 삽입되었다. 그리고 오프닝과 엔딩에 쓰인 리하르트 슈트라우스의 "자라투스트라는 이렇게 말했다"는 영화와 떼려야 뗄 수 없는 사이가 되었다. 또한 죄르지 리게티의 곡도 이 영화에서 중요한 부분을 차지한다. 맨 처음 검은 화면이 지속되는 부분에서 "Atmosphere", Beyond the Infinity 부분에서 "Requiem"이 삽입되는 등 그의 많은 곡들이 삽입되었다. 스탠리 큐브릭 감독은 그의 음악을 사용하면서 저작권료를 지급하지 않아 작곡가와 마찰이 있었다고 한다.

## 참고 사항
- 영화 속에 IBM 상표가 보인다.
- 영화 속 컴퓨터 이름(HAL)을 놓고 IBM과 관련이 되었다는 이야기가 떠돈 적이 있다.아서 C. 클라크가 직접 IBM을 모티브로 삼았다고 했다는 이야기가 있다. 단 비공식 인터뷰라서 녹화나 녹음은 되지 못했다고.
- 영화 속과 포스터에 팬암 소유의 Space Clipper 우주선이 나온다.
- 후속작으로 2010: The Year We Make Contact가 있다. 전작과 감독은 다르지만 원작가는 같다.

## 같이 보기
- 모노리스